# ドキンちゃん
ドキンちゃん（ラテン文字表記：Dokin-chan、Dokinchan、ほか）は、アンパンマン・シリーズに主要なメンバーとして登場する架空のキャラクター。
悪さをする側にいる黴菌（ばいきん）の女の子で、ばいきんまんに次ぐ重要な敵役となっている。シリーズ中最も重要なトリックスターで、テレビアニメの通常回では、常に悪の側にいるばいきんまんと共に物語を牽引しながら、善にも悪にも囚われない奔放な行動を執る。
アニメ版（テレビアニメ版および映画版〈アニメーション映画版〉）の声優は鶴ひろみ→冨永みーな（声優の交代については後述）。

## 初出
1984年（昭和59年）12月刊行の絵本『アンパンマンとりんごちゃん』にて初出。
映像としては、テレビアニメ『それいけ!アンパンマン』第13話Aパート「アンパンマンとドキンちゃん」、1988年（昭和63年）12月26日放映回（関東エリア）にて初登場。

## キャラクター

### 基本情報
ばいきんまんと同じくバイキン星（バイキンぼし）からやってきた、黴菌（ばいきん）の女の子。バイキン星でばいきんまんの噂を聞いて地球へ来た。絵本ではばいきんまんの助っ人としてやってきたことになっているが、テレビアニメのほうは、その口ぶりからどうやら興味本位でのことだったらしい。ポータルサイトは絵本と同じことを言っている。ばいきんまんに何の連絡も入れず、ドキンちゃんは水玉模様の卵型UFOに乗ってやってきた。テレビアニメの場合、激しい動悸に襲われて飛び起きたばいきんまんは、根城のバイキン城に隕石のような赤い球が落ちてくるのを察知し、バイキン城を空へ移動させて衝突を避けようとするが、赤い球は空飛ぶバイキン城を追いかけてきて、ぶつかって城を撃墜する（赤い球は普通に着陸する）。ばいきんまんが様子を見に行くと卵の殻が割れ、中から小さな女の子が現れた。女の子は「面倒を見なさい！」「おなかが空いた！」と言って聞かないので、ばいきんまんは仕方なく面倒を見てあげることにした。それがドキンちゃんの初登場の様子だった。それ以来、ドキンちゃんはバイキン城に居候している。
「ドキンちゃん」という名前は、心臓の拍動の高まりを表す日本語の擬態語「どきどき」から来ている。その名のとおり、「黴菌なのに恋する乙女」だと紹介されることも多い。周りから「ドキンちゃん」と愛称的敬称「ちゃん」付きで呼ばれるのが通例で、呼び捨てにされることはほとんどない。クレジットタイトルでも常に「ちゃん」が付いている。妹分のコキンちゃんからは「ドキンおねえちゃん」と呼ばれている。
キャラクター設定は、1939年公開のアメリカ映画『風と共に去りぬ』のヴィヴィアン・リー演じるスカーレット・オハラをモデルとしている。
ばいきんまんと同じく変装の名人で、子供に変装した時の名前は「ドキ子」。変装の際には瓶底眼鏡（びんぞこめがね）を掛けることが多い。また、変装したばいきんまんと共に登場するため、本来は実在しないようなキャラクターを名乗った少々無理のある変装をすることも多い（#変装を参照）。
アニメでは誕生日が10月19日とされており、1992年（平成4年）10月19日（関東エリア）に放送されたTV第204話A「ドキンちゃんの誕生日」でそれが描写されている。

### 外見
身長や体格は、ばいきんまんと同等。妹分のコキンちゃんより少し大きい。アンパンマンやしょくぱんまん等と比べると明らかに身長が低い（ドキンちゃんの目の高さとしょくぱんまんの首元の高さが同じくらい）。
3頭身の体は、全身タイツを着用しているかのように色分けされており、タイツのように見える部分の色は彩度の高くて明るい朱色になっている。あくまでも「見えている」だけで、服を着ているわけではなく、この姿の上からパジャマを着て寝ており、風邪を引いたとしても変わりは無い（黴菌なのに何度も風邪で寝込んでおり、ばいきんまんが看病している）。
頭のてっぺんに柔らかそうな角が1本だけ生えている。角はまっすぐ立っているわけではなく、緩やかなカーブを描いて後ろに大きく傾いており、正面から見ても傾いていることが多い。角の先端は尖っておらず、球形になっている。顔の部分と手袋に見える部分は白く、これらの部分だけ肌が露出しているかのように見える。ブーツに見える足の色はピンク系（■ホットピンク）か赤紫系（■ミディアムバイオレットレッド）。ばいきんまんと違って背中に翅（はね）は無い。お尻にはばいきんまんのものと同じ矢印形の尻尾が生えており、ばいきんまんの尻尾に比べて短く、コキンちゃんの尻尾よりは長い。この尻尾には相手をドキドキさせて心拍数や体温を高くするという特殊能力がある。
顔の部分は白いと先に述べたが、頭巾を被っているような形で顔だけ露出しているように見える。具体的には、2つの眼の周りと口の周りという3箇所が白い円を形成しているので、そこだけを見ると蛙（かえる）の描き方と同じになっている。頭の明るい朱色の部分は額から鼻まで伸びていて、それが鼻まで届いていないコキンちゃんとの違いになっている。押しボタンのような形の小さい鼻は赤色。ほっぺたはオレンジ色。
眼の形は当初はアーモンド形の釣り目だったが、のちに下辺が直線に近い半円形に変わった。この形は視線を横へ流すだけで自然に悪戯っぽい表情になる。ドキンちゃんは女の子っぽく口元に手をやることが多いが（■右の画像を参照）、そのポーズで斜め上を見ながらニンマリとし、わがままで迷惑なことを始める。黒目（虹彩）は緑色系（■ミディアムシーグリーン）の一色塗りで、眼球ハイライトは入らないのが基本形。白目（強膜）もよく目立つ。頬には朱を差したように色が入っている。色は淡い朱色か淡いピンクのいずれかになっている。
ドキンちゃんが初めて世に出たのは絵本『アンパンマンとりんごちゃん』だが、この時点では鼻が大きかった。また、初出から4年後の1988年（昭和63年）、テレビアニメ版初登場と同じ年に出されたこれも初期の絵本の『アンパンマンとドキン』では、自分のことを「あたい」もしくは「ドキン」と呼ぶ高身長でモデル体形の女性キャラクターとして描かれており、尻尾も無いなど、ばいきんまんと比較しても明らかに体格が異なっていた。絵本の中で「おんなのこ」と呼んでいるため、大人ではなく、スタイル抜群のティーンエイジャーかプレティーンということらしい。爪先立ちで軽々と宙返りなどをしていることで一層背が高く優雅に見えるが、頭部はアニメに採用されたデザインがほぼ完成している。また、好戦的で容赦がなく、アニメでは見せない邪悪な顔付きもするため、かなり不気味でサイコパスなキャラクター性を醸し出している。なお、この高身長バージョンでもテレビアニメ初登場回の武器「伸び縮み槍」（※後述）を持っているが、こちらのドキンは笑いながら相手を“ブスブス”と何度も突き刺す。
ばいきんまんと同様、冬の季節になるとコートを羽織る。コートの色は初期は赤系だったが、途中からピンク系に変更された。
テレビアニメのドキンちゃん初登場回では、刺した物の大きさを変えられる「伸び縮み槍」という小さなジャベリン (Javelin) を持っていた。しかし、間違って大きくなる側で刺したアンパンマンが巨大化してしまい、散々な目に遭わされた。そのためか、その後は手にしていることはあっても使っている様子は無い。また、テレビアニメ第255話「レインボー王子とにじのくに」では伸び縮み槍とは別の槍を持っていて、ばいきんまんに攻撃されるしょくぱんまんを助けるのに使った。しかしそのうち持っている描写は見られなくなった。

### 性格
他人の物を欲しがり、いつもばいきんまんに奪わせるという女王様気質のわがままな性格で、ばいきんまんを困らせる。ばいきんまんの悪事は、彼女のわがままを叶えようとしたことからのものも少なくない。バイキン城についても自分の物と思っていることが多く、勝手に城を自分の顔の形に作り変えたこともある。ばいきんまんをすっかり尻に敷いているが、バレンタインデーにチョコレートをあげるなど、彼に対して優しい一面も見せることもたまにはある。フライパンを武器としてばいきんまんに制裁を加える際に使用していた時期もあった。
絵本や漫画などではボクシンググローブを使ってばいきんまんをお仕置きすることが多い。やなせの漫画『とべ！アンパンマン』では、最後のコマに登場し、オチを担うことも多い。その時は、ばいきんまんを追いかけたり話を聞いてあきれたりすることが多いが、ばいきんまんを慰めてあげることもままある。
ばいきんまん同様にドキンちゃんも黴菌（ばいきん）だが、女の子だからなのか綺麗好きで、入浴したり部屋の掃除をしたりはよくやっている。花や宝石のような綺麗なものも好き。アニメ初期は綺麗な物が苦手な様子を見せていたが、てんどん母さんに家事を仕込まれたことから、たまには料理などをするようになった。ただし、おおかたの家事はホラーマンに任せっきり。料理は非常に下手だが、お菓子作りに関してはその限りではないもよう。また、ゲストキャラクターに教えてもらうとすぐに上達する。このほか、芝居に対する造詣が深く、芝居の話を耳にするたびに決まってヒロイン役を演じたがっている。彼女の演技力はしらたまさんやしょくぱんまんが絶賛するほど高い。多少のナルシストの気もあり、自身を「世界で一番可愛い女の子」と信じ込んでいる。クレヨンで絵を描くという趣味があり、大抵はしょくぱんまん絡みのことを描く。ほかにも、編み物を得意としている。
ばいきんまん同様に食べ物には目がなく、ばいきんまんを扱き使うきっかけのほとんどが食べ物絡みである。太めな体形や体重を気にしている割には相当な大食いで一日の半分を食事に費やしているほどだが、時々ダイエットをしている様子が見られる。その食い意地はばいきんまんと同等あるいはそれ以上のものがあり、彼の食べる分まで横取りして食べ尽くしてしまうほどである。かつては野菜嫌いだったが、のちに克服している。
やなせは、アンパンマンワールドのキャラクターについて「ドキンちゃんは何故か僕の母親の面影があり、性格は妻に似ている。」と自著の中で語っている。また、最初はばいきんまんの助太刀をさせるつもりだったが、書いているうちに、「作者の手を離れ」、「ドキンちゃんはどんどん強くなり ばいきんまんはあごで使われる」ようになってしまったとのことで、それはそれで面白がっている。

### 悪さ
ドキンちゃんが単独で悪事を働くことはほとんどないが、ばいきんまん発案の悪事に対しては、自身や憧れのしょくぱんまんに害が及ぶようなこと以外は基本的に積極的に乗っかってゆく。ばいきんまん1人が遠くへ飛ばされると後を追う形で去ってしまうが、ばいきんまんがアンパンマンと戦う時、彼がピンチになると人質を取ってアンパンマンを牽制するというサポートを行うことがある。この時にアンパンマンがよそ見をすることで見事形勢が逆転し、ばいきんまんがアンパンマンをやっつけるパターンが多い。また、アンパンマンの防水用ヘルメットを外したり破壊したり、新しい顔への交換を妨害するなど、ばいきんまんと協力して一緒に攻撃を仕掛けることもある。彼女自身がアンパンマンの顔を濡らす・汚す等してやっつけたこともある。ゲストキャラクターの攻撃を受けたり余所見をしたせいで岩などに衝突してバイキンUFOが大破した場合は、ばいきんまんをマジックハンドで救出するなどもしている。
しかし、大抵はアンパンチを受けたバイキンメカの爆発に巻き込まれたり、吹き飛ばされたばいきんまんに衝突して一緒に飛んでいくパターンがほとんどで、アンパンマンから直接攻撃を受けることはまず無い。ただし、だだんだんやもぐりんのような2人乗りの大型メカに搭乗している時に、ばいきんまんともども攻撃を受けることはよくある。
その一方で、ばいきんまんがピンチになったりお目当てのご馳走を食べ尽くすと自分だけ先に帰ることも多い（ただし、その途中で吹き飛ばされたばいきんまんに衝突し一緒に飛んでいくこともある）。そのため、ばいきんまんと共に悪さをしても彼女だけお咎めを受けないケースが多い。ばいきんまんの不在時にジャムおじさんらに取り囲まれて気まずい状況に陥ることもあり、そういった場合には上手く誤魔化して退散してしまう。また、バイキン城やバイキンログハウスなどにいる場合でも、吹き飛ばされたばいきんまんにぶつかってこっ酷く怒ったり、気絶してしまったりするオチが多い。
悪事を犯していながらアンパンマンの仲間達に助けてもらえることも多く、その際は恩を返すという一面があり、場合によってはアンパンマン達に協力する。恩返しの方法としては、大抵は、攻勢に出ているばいきんまんに制裁を加え、追い詰められていた恩返しの相手を救うという展開になる。また、ばいきんまんが吹き飛ばされた後に退散しようとする時、ゲストキャラクターに呼び止められて食べ物などのお礼をもらうことも多い。

### 言葉遣い
キャラクターがまだ固まっていなかった最初期、一人称は「あたい」「ドキン」だった。しかし、テレビアニメに初登場した時には、現在と同じ「わたし」になっていた。また、自分のことを「ドキンちゃん」と呼ぶこともある。二人称は、主に「あなた」と「あんた」を相手次第で使い分ける。
口癖は「退屈」「お腹減った」など。ばいきんまんと共に襲撃する際、アンパンマン達からは「ばいきんまん」とだけ言われることが多く、その時は「ドキンちゃんもいま〜す」などと言うことが多い。ただし、稀に「ばいきんまんにドキンちゃん」と言われることもある。また、映画版では彼女の後にホラーマンが「ホラーマンもいま〜す」などと言うことが多い。
基本的に女の子らしい言葉遣いをするが、ばいきんまんに命令する際には「〜しな」「〜して来な」など少々口調が荒くなることがある。
ドジを踏んだばいきんまんやホラーマンに「おバカー！」と激昂することが多い。テレビアニメ第344話Bパート「フラッペちゃんととんかちどり」（1995年〈平成7年〉8月28日放映）では太陽、2004年（平成16年）公開の映画『それいけ!アンパンマン 夢猫の国のニャニイ』ではロールパンナ（この時、そばにいたホラーマンと共にローリングハリケーンで吹っ飛ばされた）、テレビアニメ第809話Aパート「リャンメンさんとカップラーメンマン」（2005年〈平成17年〉8月19日放映）ではカップラーメンマン、2006年（平成18年）公開の映画『それいけ!アンパンマン いのちの星のドーリィ』ではかびだんだんにも言ったことがある。
ばいきんまんがアンパンマンと戦う際にしょくぱんまんに攻撃を加えようとすると、「しょくぱんまん様に何すんのよ！」と怒ったり、「しょくぱんまん様は駄目〜！」と嫌がったりする。この時に操縦席で暴れたせいでバイキンメカが異常を来してしまうパターンが多い。
ばいきんまんと共にアンパンマンの攻撃の巻き添えを食いそうになって逃げたり、頼み事の催促をするときは、「私、知ーらない」「先に帰るからあとはよろしくね」と言い、バイキン城へ帰ってしまう。
アンパンマンの攻撃を食らってメカを壊されたばいきんまんを救出する時に「何やってんのよ～」「しっかりしなさいよ～」と言う。
戦闘を優位に運んでいるアンパンマンを、人質をとることで牽制する際は、「それはどうかしら？」「これが見えないの？」「どうなってもいいの？」と言う。このセリフとともに、やっつけたアンパンマンを人質にとったこともある。(テレビアニメ第1062話Aパート「バイキンしらたき姫とスキヤキの里」（2010年〈平成22年〉12月10日放映）)
ばいきんまんの作戦が成功したり、アンパンマンを見事やっつけたりした際には、「やるじゃない、ばいきんまん！」と褒める。
アンパンマンに敗れて退散するばいきんまんの後を追いながら逃げる時に「まってよ〜！」と言い捨てる。

### 人物関係
しょくぱんまん
しょくぱんまんのことが大好き。2020年（令和2年）前後のポータルサイトのキャラクター紹介ページにあるGIFアニメーションも、しょくぱんまんのぬいぐるみ人形に顔をすりすりして可愛がっている女の子っぽい仕草を描いたものになっている。テレビアニメ第16話Bパート「アンパンマンとぱんどろぼう」（1989年〈平成元年〉1月23日放映）で、騙そうとして近付いたしょくぱんまんの姿を初めて目にして、そのイケメンぶりにドキドキして頬を朱く染めるが、思いがけず優しくされ、その紳士的態度にすっかり「恋する乙女」になってしまったドキンちゃんは、それ以来、彼のことを「しょくぱんまん様」と呼ぶようになった。しかし、告白する勇気がないのか、変装をして接近することが多い。終始変装して登場する話もある。しょくぱんまんとの距離は近付いては離れるの繰り返しで、ほかの女の子がしょくぱんまんと仲良くしているのを見ると激しく嫉妬してしまい、場合によっては邪魔をすることもあるが、ゲストキャラクターの料理や特技を弟子入りして教えてもらい、それを振る舞ってしょくぱんまんを喜ばせることもある。また、ばいきんまんと一緒に悪さをしている際にしょくぱんまんに危害が及ぶと「しょくぱんまん様に何するのよ！」と、ばいきんまんに制裁を加え、挙げ句の果てには寝返る場合もある。テレビアニメ版初期の頃は、話によってはしょくぱんまんに好意を持っている設定があるにもかかわらず敵視していたこともあった。しょくぱんまんのことをよく妄想しており、ドキンちゃんの妄想の中でのみ登場する話も多い。3倍マシーンによって、3人になったしょくぱんまん各々の絵を描いたことがある。
アンパンマン（※そういう設定で受けた関係者）は白泉社の月刊誌『MOE 2003年12月号』のインタビューで、ドキンちゃんとしょくぱんまんは「絶対結ばれることはありません。なぜなら片方はバイキンで片方は食品ですから。でもかなわなくても恋をすることはある。」と答えていた。
ホラーマン
ホラーマンとは初対面の頃から彼に一方的に好意を寄せられており、常に付きまとわれているので、基本的に彼のことを鬱陶しく思っている。彼の好意を逆手に取ってばいきんまんよりも従順な彼に家事や食べ物を探させることも多いが、食べ物を探したり、ゲストキャラクターから料理を習って振る舞ったりなど、彼女のために懸命に努力する姿勢は評価している。
コキンちゃん
傍若無人な妹分のコキンちゃんとはよく喧嘩をし、扱いに手を焼いているが、内心ではとても気に掛けており、最初はばいきんまんに捜索してもらうが、その後に自分も捜索しに行って最後は必ず仲直りしている。
しらたま様
しらたまさんにも非常に憧れており、彼女のことも「しらたま様」と呼び、彼女の芝居は最前列で観賞する。芝居に参加することもある。
パン工場のみんな
ばいきんまんの悪事に加担していない時は、アンパンマンを初めとするパン工場の面々とも仲良くしている回も見られる。つららちゃんやカレン、ゆきんこゆきちゃんなどの女の子の友達も多い。ただし気まぐれの気質ゆえに、かつて仲良くしていても再びいたずらの標的にされるケースもある（バタコさん、なまいきナマコなど）。
小さな子
ポッポちゃんやゆず姫のような小さくて可愛い子が好きで、お腹を空かしたあかちゃんまんをバイキン城に連れて帰ったり、ばいきんまんに追い出されたピカルンルンを優しく迎えてあげたりすることもある。クリームパンダが初登場した回では彼のことも可愛がっていたが、のちにはアンパンマン達と同じく敵対関係になった。
惚れられる
決して引く手数多とは言えないが、ばいきんまんやホラーマンを初め、はさみどり、ペロペロこぞうなど、彼女に一目惚れしたり好意を寄せたりする男性キャラクターはこれまでに少なからずいる。

## 変装・変身

### 変装
ドキ子（ドキこ）
初登場回 - TV第427話「メロンパンナのねむり姫」
眼鏡をかけたおかっぱの女の子に変装した姿で最も登場頻度が高い。ばいきんまん扮するバイ吉・バイ太郎とセットで変装することが多い。ゲストキャラクターに料理を食べさせてもらう場合のほか、しょくぱんまんにプレゼントを渡したり、そのためにゲストキャラクターから料理の作り方を教わったりする場合にもよく変装する。
ウーロン姫（ウーロンひめ）
初登場回 - TV第820話B「ウーロンさんとビビンバくん」
ウーロンさんと勝負をしたがっていたビビンバくんの前に現れる。ビビンバくんに大量のビビンバを作らせようとするが、ウーロンさんに変装したばいきんまんが誤って口髭を外してしまったため、一杯しか食べることができなかった。
うどん姫（うどんひめ）
初登場回 - TV第1219話A「クリームパンダとうどんくん」
うどんくんのうどんを食べるために、うどん大臣に扮したばいきんまんと共に変装した姿。
おくら子ちゃん（おくらこちゃん）
初登場回 - TV第1212話B「かつぶしまんとおくらちゃん」
おくらちゃんに扮したばいきんまんと共に変装した姿。おくらちゃんの妹という設定で、目尻の泣きぼくろがハートマークになっている。本物のおくらちゃんを森の奥へ追いやった後、かつぶしまんに泣き落としをかけて蕎麦を作らせる。
おむすびっ子（おむすびっこ）
初登場回 - TV第991話A「おむすびまんとビビンバくん」
ビビンバくんのビビンバを食べるために変装した姿。おむすびまんの妹という設定で、同じく語尾に「ござんす」を付けて話す。「ビビンバよりおむすびの方がおいしい」とビビンバくんを煽り、ビビンバを大量に作らせた挙句、「ビビンバも大したことない」と言って彼を激昂させる。そこへ現れた本物のおむすびまんとばいきんまん扮するニセおむすびまんの両方をビビンバくんが攻撃しようとしたため、逃げ惑っていた途中で転倒し、2人揃って変装がばれてしまった。
なお、おむすびまんの初登場回において妹がいると言っていたが、現時点では未登場。
おりづる
初登場回 映画第4作「つみき城のひみつ」
おりがみ島の住民に成りすました時の姿（この時本名を言いかけたが慌てて訂正した）。しょくぱんまんの破れたマントを縫い直したが、思うように飛べなくなってしまった。終盤にて新しく縫ったマントをプレゼントしようとしたが、既にしょくぱんまんは帰った後で最後まで正体がバレなかった。おりがみまんから「見慣れない顔ですな」と言われた。
かぜおじょう
初登場回 - TV第1244話A「どんぶりまんトリオとかぜこぞう」
どんぶりまんトリオの丼物を食べるために変装した姿。
かつぶしくん
初登場回 - TV第816話A「かつぶしまんとしらたき姫」
侍に変装した姿。かつぶしまんの弟子という設定。かつぶしまんに変装したばいきんまんが、剣さばきを披露しようとして失敗し、正体がばれそうになるのを怖れ、悪党に変装したかびるんるん達を呼んで芝居をさせ、その場を誤魔化そうとする。
空っ風のドキ次郎（からっかぜのドキじろう）
初登場回 - TV第845話A「ばいきんまんとこむすびまん」
ばいきんまんと共に股旅姿の渡世人に変装したもの。おむすびまんの友人という設定で彼と同じく語尾に「ござんす」を付ける。うめぼしばあやの家でおむすびをご馳走になろうとするが、ばいきんまんが原因で梅干し作りを手伝わされる羽目になる。
カレーパン子（カレーパンこ）
初登場回 - TV第599話A「カレーパンマンとキャベツマン」
ギョーザ女王（ギョーザじょおう）
初登場回 - TV第1196話B「ばいきんまんとギョーザくん」
ギョーザくんの餃子を食べるために変装した姿。
クリームパン子（クリームパンこ）
初登場回 - TV第1031話A「クリームパンダとロールケーキちゃん」
ロールケーキちゃんのロールケーキを食べるために変装した姿。クリームパンダの妹という設定。ばいきんまん扮するバイキンクリームパンダと共に、ロールケーキを今すぐその場で作るようロールケーキちゃんにせがむが、彼女はパン工場で作る予定だったため、一緒に作ることになった。3人で協力してロールケーキを完成させるが、本物のクリームパンダがやって来たため、ロールケーキを食べ損ねてしまう。
クリームパンナ
初登場回 - TV第1230話B「クリームパンダとぶたまんまん」
ぶたまんまんの豚まんを食べるために変装した姿。外見は瓶底眼鏡をかけている点を除けばクリームパンダにそっくり。
グルメ女王（グルメじょおう）
初登場回 - TV第1032話A「カレーパンマンとうどんくん」
カレーパンマンのカレーとうどんくんのうどんを食べ尽くすために変装した姿。うどんのような髪が特徴。
黒子（くろこ）
初登場回 - TV第883話「しろかぶくんとだいこんやくしゃ」
千両役者に扮したばいきんまんと共に変装した姿。しろかぶくんを騙しておでんを作らせようとするが、だいこんやくしゃがしろかぶくんの祖父母に送った手紙の内容に不覚にももらい泣きしてしまう。
コのりへい
初登場回 - TV第1203話A「鉄火のコマキちゃんとノリノリのりへい」
ばいきんまんと共に鉄火のコマキちゃんとノリノリのりへいに仕返しするために変装した姿。ノリノリのりへいの妹分という設定。
しめじちゃん
初登場回 - TV第1005話B「シチューおばさんとしめじまん」
シチューおばさんのシチューを食べるために変装した姿。しめじまんの妹という設定で少し野太い声色を使っている。
ショウガ姫（ショウガひめ）
初登場回 - TV第1243話A「あかちゃんまんとショウガナイさん」
ショウガナイさんの生姜（しょうが）料理を食べるために変装した姿。
セニョリータコス
初登場回 - TV第1037話A「カレーパンマンとセニョール・タコス」
カレーパンマンのカレーを食べるために変装した姿。セニョール・タコスの妹という設定。
ぜんざいちゃん
初登場回 - TV第1023話B「かまめしどんとハーモニカくん」
ばいきんまん扮するニセおしるこちゃんと共に変装した姿。おしるこちゃんの妹という設定。かまめしどんの釜飯を食べるつもりだったが、彼がおしるこちゃんのためにハーモニカの練習をしていたため、興味の無いハーモニカの演奏を聴かされてしまう。
タオルちゃん
初登場回 - TV第1231話A「ナンドバットとタオルくん」
タオルくんに扮したばいきんまんと共に変装した姿。タオルくんの妹という設定。
旅人（たびびと）
初登場回 - TV第919話B「しょくぱんまんとチーズフォンデュさん」
チーズフォンデュさんのチーズフォンデュを食べるためにばいきんまんと共に変装した姿。
ちゃわんむし姫（ちゃわんむしひめ）
初登場回 - TV第783話B「ちゃわんむしまろとかしわもちまん」
ちゃわんむしまろに扮したばいきんまんと共に変装した姿。かしわもちまん達の柏餅を食べ尽くそうとする。
チョット・ヘンダー
初登場回 - TV第324話A「ばいきんまんとナンカヘンダー」
ばいきんまんが扮するニセナンカヘンダーと共に変装した姿。ナンカ・ヘンダーの妹という設定。
鉄火のドキちゃん（てっかのドキちゃん）
初登場回 - TV第941話B「鉄火のマキちゃんとドキンちゃん」
ドキ子（ドキこ）
初登場回 - TV第870話B「ドキンちゃんときりたんぽさん」
前述のドキ子とは異なり、きりたんぽさんの妹に変装した姿。きりたんぽさんからきりたんぽ作りを教わった後、しょくぱんまんにきりたんぽ鍋をご馳走する。作中で同名の変装が2種類登場している。
ドキ子太夫（ドキこだゆう）
初登場回 - TV第971話B「だいこんやくしゃとドキンちゃん」
ばいきんまん扮する「バイ吉のすけ」と共に歌舞伎役者に変装した姿。ばいきんまんの計略で監禁されたでんでん一座の代わりに、その日上演される『白雪姫』の芝居に出演する。初めは魔女の役を嫌がっていたが、だいこんやくしゃの説得により、観客が怖がりしょくぱんまんが絶賛するほどの熱演ぶりを見せる。
ドキざえもん
初登場回 - TV第999話A「こむすびまんとおむすびまん」
野菜祭りが開かれるひなた村を襲うために変装した姿。
ドキドキおおかみ
初登場回 - TV第1021話B「カレーパンマンとちびおおかみ」
ばいきんまん扮するニセちびおおかみと共に変装した姿。ちびおおかみの妹という設定。カレーパンマンのカレーを食べる（皿が1枚しかなかったため、ばいきんまんには葉っぱを食器代わりにして食べさせた）。最後の一皿をばいきんまんと取り合いしていた最中に本物のちびおおかみが現れたため、アイマスクを奪ってオオカミおばけに変身させ、正体をばらした。
ドキドキクレヨン姫（ドキドキクレヨンひめ）
初登場回 - TV第1012話A「ドキンちゃんとクレヨンの国」
クレヨンの国のお姫様に変装した姿。実際に姫は存在しなかったため、危うくバレそうになったが誤魔化した。クレヨンマン達からクレヨンを借り、新しいドレスを作る。初めは自分で作っていたが、うまくいかなかったため、クレヨンマン達に作らせた。完成したクレヨンのドレスを着こなし、しょくぱんまん達と楽しい時間を過ごす。その後、クレヨンの国で悪さをするばいきんまんを止めようとしてマントを切られたしょくぱんまんに、クレヨンで新しいマントを作って渡すなど大活躍を見せた。最後は片方のハイヒールを残し、静かにしょくぱんまんの前から姿を消した。
ドキドキ先生（ドキドキせんせい）
初登場回 - TV第479話B「ドキンちゃんのドキドキ先生」
みみせんせいの代わりに、学校に来た先生に変装した姿。ブロンドヘアーの鬘（かつら）を被り、ピンク色のスーツに網タイツや厚底ブーツといった奇抜な格好をしている。なぜか外国人風の口調で話す。学校へパンを届けに来たしょくぱんまんに接近しようと勝手な行動を執ったせいで子供たちから顰蹙を買ってしまうが、しょくぱんまんと生徒達を守るためにばいきんまんに水鉄砲で立ち向かったことでカバオくん達から感謝される。ばいきんまんは最後まで彼女の正体がドキンちゃんだとは気付かなかった。
ドキフラワー
初登場回 - TV第1015話A「アンパンマンとローズヒップちゃん」
フラワーランドのティーパーティーに乱入するために変装した姿。アネモネさんにそっくり。ジャムおじさん達が作ったお菓子を食べようとするが、ローズヒップティーを淹れようとするローズヒップちゃんに焦らされすぎたため、痺れを切らし自ら正体を明かした。
ドキンいなりずしのみこと
初登場回 - TV第725話B「いなりずしのみこととふとまきくん」
いなりずしのみことに変装した姿。ふとまきくんの前に現れ、太巻きを作らせる。しかし、稲荷寿司を横取りしたカバオくん達を追い掛けていたばいきんまん（ふとまきくんに変装）と衝突したせいで正体がばれてしまった。
ドキンかみしばいちゃん
初登場回 - TV第419話B「アンパンマンとかみしばいさん」
ばいきんまんと共にかみしばいさんに変装した姿。かみしばいさんに作らせた、自身としょくぱんまんの愛の物語を描いた紙芝居を子供達に見せたが、ばいきんまんの紙芝居と同様全く受けなかった。
ドキンキャンディ姫（ドキンキャンディひめ）
初登場回 - TV第799話A「カレーパンマンとキャンディ姫」
キャンディ姫と喧嘩別れしたカレーパンマンの前に現れ、「仲直りの印」としてカレーを作らせる。その後、本物のキャンディ姫と鉢合わせになってしまったため、どちらが本物かを決めるべく決闘を行うが、終始木馬に変装してドキンちゃんに馬乗りにされていたばいきんまんがダウンしたせいで正体がばれてしまった。
ドキンコアンコラ
初登場回 - TV第400話B「ドーナツマンとコアンコラ」
ドキンしらたき姫（ドキンしらたきひめ）
初登場回 - TV第738話B「しょくぱんまんとしらたき姫」
しょくぱんまんと一緒に偽物のすきやき号（中でばいきんまんが運転させられた）に乗るためにしらたき姫に変装した姿。
ドキンすし
初登場回 - TV第531話 「いくら姫とおすしの国」
おすしの国。
ドキンすすきちゃん
初登場回 - TV第348話A「アンパンマンとすすきちゃん」
ドキン船長
初登場回 - 映画第7作「ゆうれい船をやっつけろ!」
幽霊船の副船長として扮した姿。キャプテン・ばいきんまん同様、映画が初登場だが、テレビシリーズにも数回登場している。
ドキンニャン
初登場回 - TV第487話B「ばいきんまんとニンジャの里」
ネコの忍者に変装した姿。バイキンニャンジャと共にネコジャラシから忍者の里の宝を狙いに現れた。バイキンニャンジャの忍術を陰で操る。
ドキンもくもく仙人（ニセもくもくせんにん）
初登場回 - TV第837話B「みみせんせいともくもくせんにん」
ばいきんまんがもくもく仙人を別の場所へ誘導している隙に、魔法の木馬を捕まえる。
ドキリーナ
初登場回 - 映画第6作「リリカル☆マジカルまほうの学校」
ばいきんまんの扮する「バイコ」と共に魔法学校の転校生として転入した。魔女先生から魔法道具を盗み出し、それを使って大魔法が使えるようになったばいきんまんのことをドキンちゃんは「しょくぱんまん様の次に素敵」と言った。人形になったしょくぱんまんを抱え、散々振り回したが、すべての魔法が解けるとしょくぱんまんに助けられ、「人形を抱きしめる時は優しくしてくださいよ」と言われ、恥ずかしがって逃げてしまう。
ドキンリン
初登場回 - OVA「あそぼうABC」
外国人の女性に変装した姿。「ひかるたま」という不思議なボールを1つ拾っていたが、アンパンマン達が探していたため、彼らに譲ってあげた。その後はアンパンマン達と共に「アルファベータ」の祭りに参加することになり、ばいきんまんと共に屋台の料理を食べ尽くしてしまった。
ドキレーヌ
初登場回 - 映画第29作「ブルブルの宝探し大冒険」
バイキンソン（ばいきんまん）の助手を装った時の姿。ばいきんまんの変装がバレると、しょくぱんまんから「君もばいきんまんに騙されていた」と勘違いされ、バレることはなかった。しかし、バイキングコングの攻撃から戻ると同時に変装が取れていたので、結局正体を知られてしまい、恥ずかしがりながら逃げ帰った。
茶碗蒸し姫（ちゃわんむしひめ）
初登場回 - TV第911話B「ちゃわんむしまろとドキンちゃん」
どんぶりちゃん
初登場回 - TV第422話B「アンパンマンとどんぶり山」
どんぶりまんトリオの丼物を食べ尽くすために変装した姿。TV第556話「しょくぱん王子とてんどん姫」では、しょくぱんまん目当てで演劇に出演するために変装し、てんどんまんからヒロイン役を奪おうとした。
ドキンメロンパンナ
初登場回 - TV第580話A「ばいきんまんとぶたまんまん」
ドコちゃん
初登場回 - TV第1273話A「しょくぱんまんとロコモコシスターズ」
ロコモコビーチに来ていたしょくぱんまんに接近するために変装した姿。見た目はロコモコシスターズに似せており、頭のハイビスカスの色は淡いピンク色。しょくぱんまんと仲良くしているロコモコシスターズに焼き餅を焼くが、ばいきんまんからしょくぱんまん達を守るために彼女らと協力する。
ナットーちゃん
初登場回 - TV第1224話A「ナットーマンとふとまきくん」
ナットーマンに扮したばいきんまんと共に変装した姿。ナットーマンの妹という設定。
なでドキ子（なでドキこ）
初登場回 - TV第1030話B「どんぶりまんトリオとなでしこさん」
どんぶりまんトリオの丼物を食べるために変装した姿。なでしこさんの妹という設定。
なべ将軍の付き人（なべしょうぐんのつきびと）
初登場回 - TV第869話A「ばいきんまんとスキヤキの里」
しらたき姫のすき焼きを食べるために変装した姿。正体がばれまいと、ばいきんまん扮するなべ将軍に「鍋の舞」を踊らせたり剣術の稽古をさせたりなど、無茶振りをする。
ナマスちゃん
初登場回 - TV第1226話B「ビクビクちゃんとなまいきナマコ」
なまいきナマコに扮したばいきんまんと共に変装した姿。なまいきナマコの妹という設定。早口言葉を言おうとして噛んでしまったばいきんまんにツッコミを入れたせいで彼の変装をばらしてしまう。
ニセカステラ姫（ニセカステラひめ）
初登場回 - TV第689話A「クリームパンダとカステラぼうや」
本物のカステラ姫の頭身が高いため、シークレットブーツを履いている。カステラぼうやにカステラを作らせるが、まずいカステラを食べさせられたため、怒って正体を明かした。TV第1155話B「アンパンマンとカステラ男爵」では、ばいきんまん扮するカステラ伯爵との対決に負けたカステラ男爵を唆し、アンパンマンと真剣勝負をさせる。
ニセクリームパンダ
初登場回 - TV第986話A「クリームパンダとふとまきくん」
「パンより太巻きの方がおいしい」と主張するふとまきくんを煽り、太巻きを作らせるために変装した姿。散々作らせては食べ尽くした挙句、メロンパンナに変装したばいきんまんと共に「太巻きよりパンの方がおいしい」と言って彼を激昂させ、本物のクリームパンダ、メロンパンナと同士討ちさせる。
ニセこむすびまん
初登場回 - TV第776話B「こむすびまんときりたんぽさん」
ニセサラダ姫（ニセサラダひめ）
初登場回 - TV第1051話A「しょくぱんまんとサラダ姫」
しょくぱんまんに接近するために変装した姿。サラダ王子に扮していた本物のサラダ姫も一緒にいたため、彼女に偽者だと指摘されてしまい、言い争いになるが、しょくぱんまんが仲裁したため、ばれることはなかった。
ニセスパイス王子（ニセスパイスおうじ）
初登場回 - TV第1045話A「ばいきんまんとスパイス王子」
「スパイス作戦」と称し、本物のスパイス王子から奪ったスパイスを使ってばいきんまんやかびるんるんと共に悪戯を働く。本物の馬の代わりにかびるんるん達が操作する車輪付きの木馬で移動する。
ニセダテマキマン
初登場回 - TV第1015話B「ダテマキマンときりたんぽさん」
頭の伊達巻の断面と服の模様がハートマークになっている。きりたんぽさんのきりたんぽ鍋を食べようとするが、きりたんぽ作りを手伝わされてしまう。その後、きりたんぽ鍋をご馳走になろうとするが、同じくダテマキマンに変装して鍋を食べに来たばいきんまん、本物のダテマキマンの2人と鉢合わせになってしまう。
ニセ春菊さん（ドキンしゅんぎくさん）
初登場回 - TV第832話A「ニガウリマンとしらたき姫」
ばいきんまん扮するバイキンしらたき姫とセットで変装することが多い。
ニセドレミ姫（ニセドレミひめ）
初登場回 - TV第948話B「ドキンちゃんとドレミ姫」
しょくぱんまんの前で歌を披露しようと変装した姿。演奏会の練習をしていた本物を檻に閉じ込めて歌の練習に参加するが、あまりにはっちゃけた歌い方をしたため、タクトマンには不思議がられ、陰で見ていたばいきんまんには呆れられていた。さらに本番では、観覧席のしょくぱんまんを前に動揺したあまり歌えなくなってしまい、ステージを抜け出してしまう。歌を聴いて欲しい人の前で歌えなかったことで深く落ち込むが、彼女に解放されたドレミ姫に励まされ、最後は元の姿のままでドレミ姫と二人で歌うことになった。
ニセてんどんまん

ニセはにわん
初登場回 - TV第1268話A「はにわくんとフラワー姫」
フラワーランドへ向かうはにわくんとはにわんの行く手を阻んでからフラワー姫達の前で変装した姿。フラワーランドの花を盗もうとする。
ニセはるかぜさん
初登場回 - TV第1214話A「カレーパンマンとはるかぜさん」
はるかぜさんと一緒に行動していたしょくぱんまんに接近するために変装した姿。
ニセプラちゃん
初登場回 - OVA「勇気りんりん! いろ・かず・かたち」
かんたんシスターズのプラちゃんに変装した姿。ヘルメットのマークが「＋」ではなくハートマークになっていたせいで、メロンパンナやピョン吉くん達に怪しまれてしまう。「ハートの方が好きだから」と強引に誤魔化そうとするも、その後やって来た本物のかんたんシスターズとかんたんブラザーズに、ドライバーではなくお玉杓子を持っている点を指摘され一発でばれてしまった。
ニセミントちゃん
初登場回 - TV第825話B「しょくぱんまんとミントちゃん」
ニセバタコさん
初登場回 - TV第94話「アンパンマンと夏まつり」
ジャムおじさんに変装したばいきんまんとセットで登場することが多い。TV第1209話B「コキンちゃんとクロワッサン星」ではクロワッサン星のクロワッサンを作って食べるために変装するが、付いて来たコキンちゃんと喧嘩になってしまい、最終的に本物のバタコさん達がクロワッサン星にやって来たため、変装がばれてしまった。
ニセやきそばパンマン
初登場回 - TV第1222話A「やきそばパンマンとストーンマン」
ストーンマンに扮したばいきんまんを投げ縄で連れ去る芝居を行い、それを目撃したいわおとこに本物のやきそばパンマンを攻撃させる。
ニセユキダルマン
初登場回 - TV第1246話A「カレーパンマンとゆきんこゆきちゃん」
カレーパンマンのカレーを食べるためにばいきんまんと共に変装した姿。
ニセロールパンナ
ドキンちゃんがメロンパンナを騙すために変装した姿。これは冒頭でドキンちゃんが口を手拭いで覆って部屋の大掃除をしていたところをばいきんまんが見間違えたのが元になっている。
にんにくちゃん
初登場回 - TV第1036話A「にんにくこぞうとらーめんてんし」
らーめんてんしのラーメンを食べるために変装した姿。にんにくこぞうの友達という設定。
バク子（バクこ）
初登場回 - TV第1198話A「かつぶしまんと妖精バック」
ばいきんまんが扮するニセ妖精バックと共に変装した姿。妖精バックの妹という設定。
ハニードーナツ
初登場回 - TV第1200話A「しょくぱんまんとベビードーナツ」
しょくぱんまん号に乗り込むために変装した姿。ベビードーナツの友達という設定。しょくぱんまんと二人きりになろうとするが、ことあるごとにベビードーナツの邪魔が入ってしまう。しかし、いつの間にか仲良くなっていたらしく、彼がばいきんまんに捕まった時には睨みつけて救出した。初めは正体が分からなかったばいきんまんも、彼女の厳つい顔を見て即座にドキンちゃんだと気付いていた。
はるまき女王（はるまきじょおう）
初登場回 - TV第1264話A「クリームパンダとはるまきぼうや」
はるまきぼうやの春巻きを食べるために変装した姿。
ぶたまんちゃん
初登場回 - TV第1253話A「しょくぱんまんとぶたまんまん」
ぶたまんまんの豚まんを食べるために変装した姿。見た目はぶたまんまんにそっくり。
まめだいふくちゃん
初登場回 - TV第1400話A「しょくぱんまんといちごだいふくちゃん」
ミス・ドキン
初登場回 - TV第480話B「アンパンマンとハムレッド」
貴婦人に変装した姿。ハムレッドにハムステーキを作らせるために扮する。長身に見せるためにばいきんまんに下半身の役をやらせたが、痺れを切らしたばいきんまんが無理矢理ハムレッドとオフェーリアを拉致してしまう。
メンデレラ姫（メンデレラひめ）
初登場回 - TV第377話B「てんそばくんとうどんちゃん」
てんそばくんの蕎麦とうどんちゃんのうどんを食べるために変装した姿。
もっきんちゃん
初登場回 - TV第959話B「あかちゃんまんともっきんまん」
ばいきんまんが扮するニセもっきんまんと共に変装した姿。もっきんまんの友達という設定。あかちゃんまんも入れて3人でかくれんぼをして遊ぶことを提案する。
ゆきお
初登場回 - TV第1064話A「どんぶりまんトリオとゆきんこゆきちゃん」
ゆきんこゆきちゃんに扮したばいきんまんと共に変装した姿。ゆきんこゆきちゃんの弟という設定。繋がった太い眉が特徴。
幼稚園児（ようちえんじ）
初登場回 - OVA「勇気りんりん! みんなの1にち」
幼稚園へパンを届けるしょくぱんまんと会うために変装した姿。しょくぱんまんも幼稚園の先生と共に園児達を教えていたので、真面目に話を聞こうとしないばいきんまんをことあるごとに叱ったり制裁したりしていた。
ヨーカンコマダム
初登場回 - TV第836話A「ドキンちゃんとヨーカンマダム」
ヨーカンマダムから茶道を教わるために変装した姿。初めはしょくぱんまんにお茶を飲んでもらうために励んでいたが、ヨーカンマダムの厳しい指導に嫌気が差して逃げてしまった。しかし、その後しょくぱんまんと出会ったことを機に再びやる気になり、心を込めて淹れたお茶をしょくぱんまんに飲んでもらうことができた。
らーめんてん子ちゃん（らーめんてんこちゃん）
初登場回 - TV第737話A「かつぶしまんとらーめんてんし」
レースクイーン
初登場回 - TV第209話A「ジャムおじさんとありがとうの日」
F1ドライバーに扮したばいきんまんと共に変装した姿。
老婆（ろうば）
初登場回 - TV第1051話B「たぬきおにとおむすびまん」
ばいきんまんの作戦で、おむすびまんを連れてたぬきおにと戦わせるために変装した姿。おむすびまんと同様、語尾に「ござんす」を付けて話す。

### 変身
カッパドキンちゃん
初登場回 - TV第170話B「ホラーマンとカッパのカピー」
盗んだ河童の皿を頭に被せたことによって水中をすいすい泳げるようになったドキンちゃん。
小鳥のドキンちゃん（ことりのドキンちゃん）
初登場回 - TV第109話B「ドキンちゃんの大変身!」
小鳥が好きなしょくぱんまんに近づくため、変身カードを使って小鳥に変身したドキンちゃん。しょくぱんまんに接近するが、変身カードの時間制限である夕暮れが来てしまったため、元の姿に戻ってしまい、逃げていった。
ジャイアントドキンちゃん
初登場回 - TV第744話B「しょくぱんまんとジャイアントドキンちゃん」
鉄骨マシーンの誤作動で巨大化したドキンちゃん。他のキャラクターのように筋肉質にはならなかったが、しょくぱんまん号を片手で持てるほどの巨人になった。しょくぱんまんがやっているパンの配達の手伝いや、学校の生徒たちと一緒に遊ぶなど、普段よりむしろおおらかな性格になっていた。ばいきんまんが持ってきた鉄骨マシーンが壊れたことで元に戻った。
大怪鳥ドキンちゃん（だいかいちょうドキンちゃん）
初登場回 - TV第109話B「ドキンちゃんの大変身!」
変身カードを使って小鳥に変身するつもりが、その瞬間、蜂に刺されたショックで、翼竜のような姿に変身してしまったドキンちゃん。アンパンマンやバイキンUFOを圧倒するほどのパワーを持つ。湖に映った自分の姿を見てパニックになり、その時に変身カードを吐き出して元の姿に戻った。
漫画『とべ!アンパンマン』では、ばいきんまんの不甲斐なさに呆れて、変身カードで変身している。口から炎を吐いてアンパンマンを追い詰めるが、救援に現れたしょくぱんまんにショックを受け、ばいきん仙人の元へ戻り、カードを吐き出して元の姿に戻った。
ドキン悟空（どきんごくう）
初登場回 - TV第715話B「ドキンちゃんとあくびどり」
あくびどりの夢の中で孫悟空の姿になったドキンちゃん。夢の中で巨大化したばいきんまんからしょくぱんまんを救うために、「夢だから」という理由で自力で変身した。觔斗雲で空を飛ぶことができる。
ドキン人魚姫（ドキンにんぎょひめ）
初登場回 - TV第715話B「ドキンちゃんとあくびとり」
あくびどりの夢の中で人魚になったドキンちゃん。
ニセしょくぱんまん
初登場回 - TV第237話A「ばいきんまんとへんしんカード」
ばいきん仙人からもらった変身カードで、しょくぱんまんに変身したドキンちゃん。技の「しょくパンチ」をアンパンマンに繰り出すが、日が沈んでしまったため、元に戻ってしまった。
ニセトランプの国の女王様（ニセトランプのくにのじょおうさま）
初登場回 - TV第1234話A「ドキンちゃんとトランプの国」
ジョーカーから杖を奪ったばいきんまんによってトランプの国の女王様に変身した姿。しょくぱんまんとデートをするためにリトルジョーカーに観覧車を作らせるが、リトルジョーカーの喧嘩の巻き添えを喰らい、観覧車が崩壊するなど散々な目に遭う。しかし、ばいきんまんによってトランプに変えられたしょくぱんまんをリトルジョーカーと協力して救出するといった活躍を見せる。前述のとおり、杖の魔法によって変身したものだが、解説放送上では「変装」として扱われていた。

## テーマソング、キャラクターソング
- 私はドキンちゃん - ドリーミングが歌う。
- ドキン・ドキン・ドキンちゃん - ドリーミングが歌う。
- ドキンちゃんのドキドキドッキンハート - ドリーミングが歌う。
- 悪い魔法の歌

ばいきんまん（中尾隆聖）とドキンちゃん（鶴ひろみ）が歌う。
- ドキンのララバイ

ドキンちゃん（鶴ひろみ）が歌う。
2008年（平成20年）公開の映画第20作『妖精リンリンのひみつ』の併映『ヒヤヒヤヒヤリコとばぶ・ばぶばいきんまん』では、赤ちゃんに変身したばいきんまんが歌った。
- ハヒフヘばいきんまん

ドキンちゃん（鶴ひろみ）、ばいきんまん（中尾隆聖）、コキンちゃん（平野綾）が歌う。

## 担当声優
アニメのアンパンマン役が決まっていた戸田恵子は、監督に対して鶴ひろみをドキンちゃん役に推薦したという。そうして決まったドキンちゃん役を、鶴は1988年（昭和63年）12月26日のテレビアニメ初登場回から2018年（平成30年）1月19日放送までの約29年に亘って担当した。役作りに関しては、ばいきんまん役の中尾隆聖が言うには、台本に書いてあったドキンちゃんの口調は「〜して」「〜して来て」という全く特色の無い感じだったのを、「〜しな」「〜して来な」という粗野で印象的な口調に換えたのは鶴だった。
2017年（平成29年）11月16日に鶴は急逝し（詳細はこちらを参照）、その時点でアフレコの収録が済んでいた回は鶴の声のままでテレビ放映されたが、未収録であった同年12月22日放送のクリスマススペシャル回だけは、バタコさん役の佐久間レイが代役を務めた。そのため、この回のエンディングではドキンちゃん役の名前はクレジットされなかった。佐久間は亡くなった鶴への思いを自身のブログで語っている。2018年（平成30年）の1月26日放送からはロールパンナ役の冨永みーなが正式な後任として役を引き継いだ。これに伴い、冨永はロールパンナを除くそれまでの持ち役（レアチーズちゃん、しろかぶくん、ニャンコック、たまごどんまんなど）を降板し、別の声優に引き継いでいる。なお、鶴の没後もアフレコ収録現場には鶴の使用していた席が残されており、ドキンちゃんの人形などが置かれている。

## クレジット
クレジットタイトルでは、初期には第1画面にアンパンマンとばいきんまんに続いて「ドキンちゃん」が3人目に表示されるのが通例であった。2000年代以降は物語の内容に関係なくジャムおじさん達と共に第2画面に表示されるようになり、長らくこの形で固定されている。

## オブジェ
アンパンマンシリーズのキャラクターの姿を象ったオブジェは、日本各地にいくつか点在しており、数は少ないもののドキンちゃんの像も例外ではない。ただ、高知市はりまや町のものを例外として、他は同じ規格で作られた石像である（2020年時点）。同じ規格で作られているほうの各キャラクターは御影石でできており、高さは約1.2 - 1.4メートル。右に画像で示した「やなせたかしロード」の石像もその一つ。

ドキンちゃん像 / やなせたかしロードに設置されている石像の一つ。

Googleマップなどで確認できるものを以下に列記するが、これらが設置されているものの全てではない。また、これらのオルジェがいつまでも同じ場所に設置されているという保障は無い。「やなせたかしロード」の7体を数える石像は商店街の範囲内で配置換えされることがある。
- ドキンちゃんの像 - 宮城県仙台市宮城野区榴岡3-2-3に所在[gm 1]。
- ドキンちゃん像 - 兵庫県神戸市中央区東川崎町5-1-5に所在[gm 2]。同じ番地内にバイキンマン像もある[gm 3]。
- ドキンちゃん像

高知県南国市後免町にある「やなせたかしロード」（後免町商店街）内、後免町1-7-3に所在。同じ商店街には ばいきんまん像などもある。石像は全部で7体を数えるが、これらは「やなせたかしロード」の命名に合わせて2009年（平成21年）に設置された。
- バイキンマン像

高知県高知市はりまや町1-5-1（播磨屋橋の近く）に所在するばいきんまんの石像であるが、ドキンちゃんの小像が脇に建っている。このように、高知市の中央街にはアンパンマンシリーズのキャラクター像が数多く設置されている。この地域では、標準サイズの像の横か斜め前方に小像を配置している例が多く、ドキンちゃん像としょくぱんまんの小像との組み合わせなどもある。

## イメージキャラクター、コラボレーション等

### アンパンマン列車

JR四国バス アンパンマンラッピングバス「ドキンちゃん号」/ 2014年撮影。

四国旅客鉄道（JR四国）はJR四国2000系気動車にラッピングを施し、ドキンちゃんをテーマにした車両である「ドキンちゃん号」（2000形2004）を「予讃線アンパンマン列車」として運行していた。車内も指定席の区画はドキンちゃんの部屋をイメージした装飾が施されていた。
2000系のアンパンマン列車は大きく予讃線系統と土讃線系統があり、予讃線には11両のアンパンマン列車が配属されていたが、2016年3月26日のダイヤ改正により「予讃線アンパンマン列車」はJR四国8000系電車で運行されることになり、「ばいきんまん号」を初め、大半の車両が予讃線の2000系アンパンマン列車から引退した。「ドキンちゃん号」もその内の1両で、ラッピングを解除され、一般色である四国色に戻された。運行開始より何度かデザインが変更され、廃止直前のデザインは四代目であった。

### アンパンマンラッピングバス
JR四国バスは、2000年（平成12年）10月から、路線バスの大栃線で運行する一部の車両をアンパンマンシリーズの主要キャラクターをあしらったラッピング車両として運用し始めた。2005年（平成17年）10月からは大栃線で運行する全車両にアンパンマンシリーズのボディラッピングが施されるようになり、「アンパンマンラッピングバス」と銘打って運用されるようになった。「ドキンちゃん号」もその中の1台である。

## その他のエピソード
- アンパンマンシリーズのキャラクターでは、全話に登場する5名（アンパンマン、ばいきんまん、ジャムおじさん、バタコさん、めいけんチーズの5名）に次いで登場回数が多く、前述のとおり、初登場以降のエンディングには基本的に毎回クレジットされる。
- 映画本編で主役になったことはないが、1991年（平成3年）公開の映画『それいけ!アンパンマン とべ! とべ! ちびごん』の同時上映作品『ドキンちゃんのドキドキカレンダー』では主役を得た。この作品は上映時間が約50分と同時上映作品の中では著しく長く、本編の『とべ!とべ!ちびごん』より長かった。ただし、実際の内容はばいきんまんとのダブル主演となっている。
- バラエティ番組『ダウンタウンのごっつええ感じ』のコント、および、バラエティ番組『世紀末戦隊ゴレンジャイ』の中で、ほんこんがドキンちゃんに扮したことがある。キャラクターはほんこん自身のままで、ゴレンジャイが子供に愛されるヒーローになることを目指したための処置である。
- 漫画家のクロスオーバー作品『超こち亀』（2006年〈平成18年〉刊行）にやなせたかしが提供した漫画では、アンパンマン、ばいきんまんと共に、両津勘吉と共演している。

## 反響・受容
2018年（平成30年）にテレビアニメ『それいけ!アンパンマン』放送30周年特別企画として、過去にアンパンマンに登場した全キャラクターを対象としたキャラクター人気投票「いちばん すきなの だあれ？」を実施した結果、1,225票の得票数を獲得し、コキンちゃんに次ぐ第4位となった。

### 他作品への影響
2001年に発売された性向け恋愛アドベンチャーゲーム『耽美夢想マイネリーベ』でディレクターを務めた佐々木美恵は理想の女性像としてドキンちゃんを挙げており、ゲームの目標にも反映されている。